# Ian Bryce
Ian Bryce é um produtor de cinema britânico. Foi indicado ao Oscar de melhor filme na edição de 1999 pela realização da obra Saving Private Ryan e, pela mesma obra, venceu o Globo de Ouro de melhor filme dramático.